# Тихвинская церковь (Вороновка)
Церковь Тихвинской иконы Божией Матери — бывшая приходская церковь в селе Вороновка Ульяновской области, Барышской епархии Симбирской митрополии Русской православной церкви. С 1990 года — памятник градостроительства и архитектуры РФ.

## История
Храм построен в 1817 году в честь Тихвинской иконы Божией Матери, который имел три престола: главный — в честь иконы Тихвинской Богородицы, в одном пределе — в честь Иоанна Богослова и в другом — в честь Святителя Тихона, епископа Амафунтского, архитектор М. П. Коринфский. Церковь была закрыта в 1933 году. В 1970-е годы церковь приспособили под склад Потребкооперации. Затем склад стал ненужен и церковь пустовала.
В настоящее время не действует.
Решением Исполнительного комитета Ульяновского областного Совета народных депутатов «О мерах по улучшению работы по охране памятников истории и культуры в Ульяновской области» № 79 от 12.02.1990 года Тихвинская церковь (Церковь Иоанна Богослова) признана памятником градостроительства и архитектуры регионального значения.

## Духовенство
Старосту церкви Козлову Ненилу Павловну арестовали в 1937 году. После следствия тройка при УНКВД по Куйбышевской области приговорила её по ст. 58-10 ч. 1 УК РСФСР к 10 годам заключения.

## Описание
На сегодняшнее время состояние церкви находится:
Церковь расположена в центре села и состоит из храма с апсидой и, стоящей отдельно, колокольни.
Храм в виде овальной в плане ротонды перекрыт купольным сводом на световом барабане, к которому с востока пристроена округлая апсида, а с запада, северо-востока и юго-востока под углом 120° один к другому три прямоугольных в плане притвора. Торцевые стены притворов имеют четырёхколонные дорические портики с треугольными фронтонами.
Снаружи храм увенчан сферическим куполом, украшенным гранёной луковичной главкой на высоком барабане. Апсида также увенчана сферическим куполом с подкрестным яблоком, а притворы были покрыты на два ската. Купольные кресты не сохранились. Трёхъярусная колокольня, ориентированная по сторонам света, располагается в 16 м к югу от церкви. Фасады квадратного в плане нижнего яруса с высокими арочными входными проёмами украшены четырёхполуколонными пристенными портиками дорического ордера. Округлый в плане ярус звона оформлен по углам спаренными полуколоннами. Невысокий, округлый в плане третий ярус с круглыми оконными проёмами завершен шатровым куполом с луковичной главкой на высоком барабане. Внутри стены храма оштукатурены и окрашены синей краской. Храм соединяется с притворами через высокие арочные проёмы. Ротонда храма перекрыта купольным сводом на световом барабане. Колокольня изнутри круглая.

## Галерея

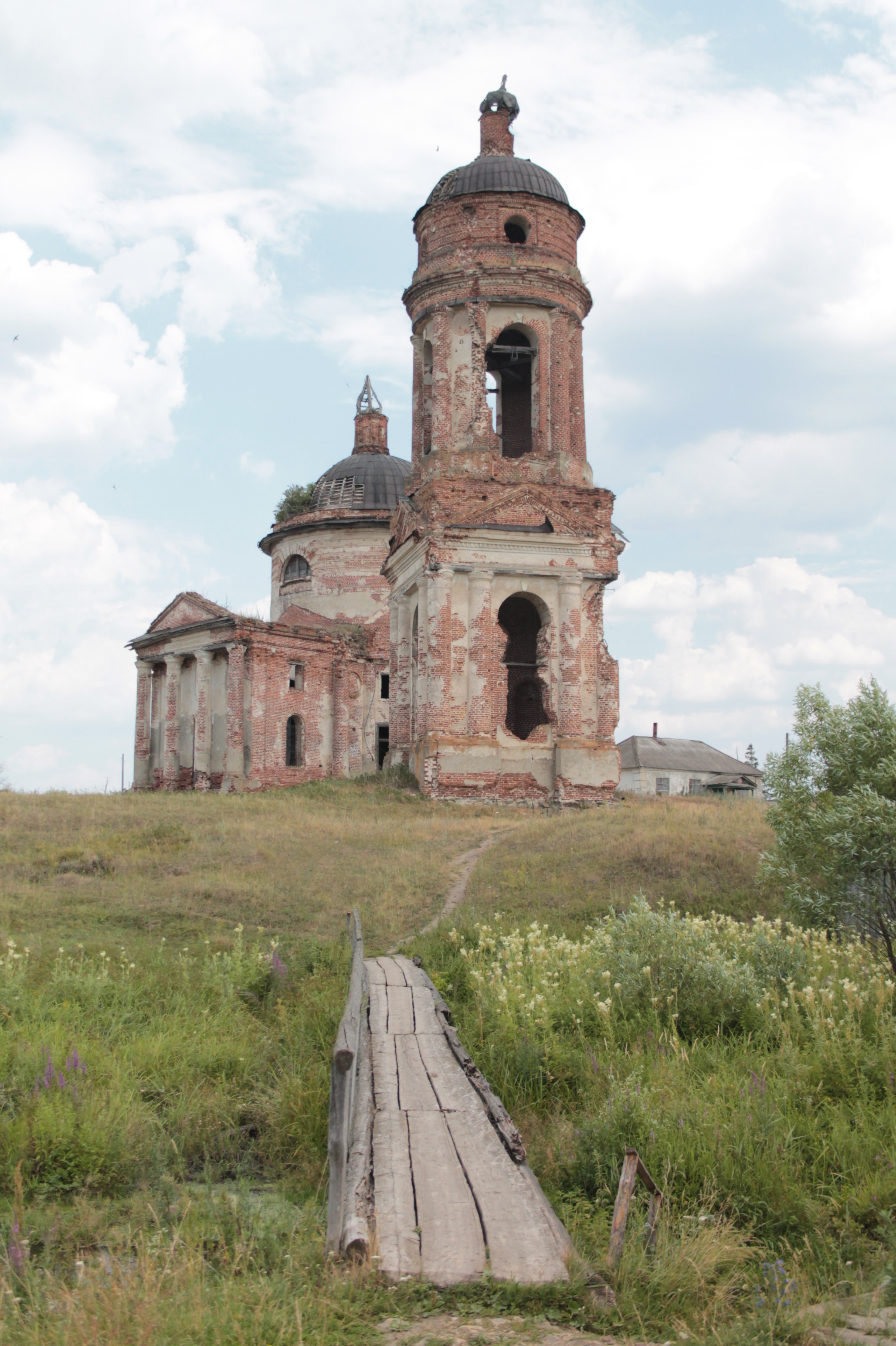
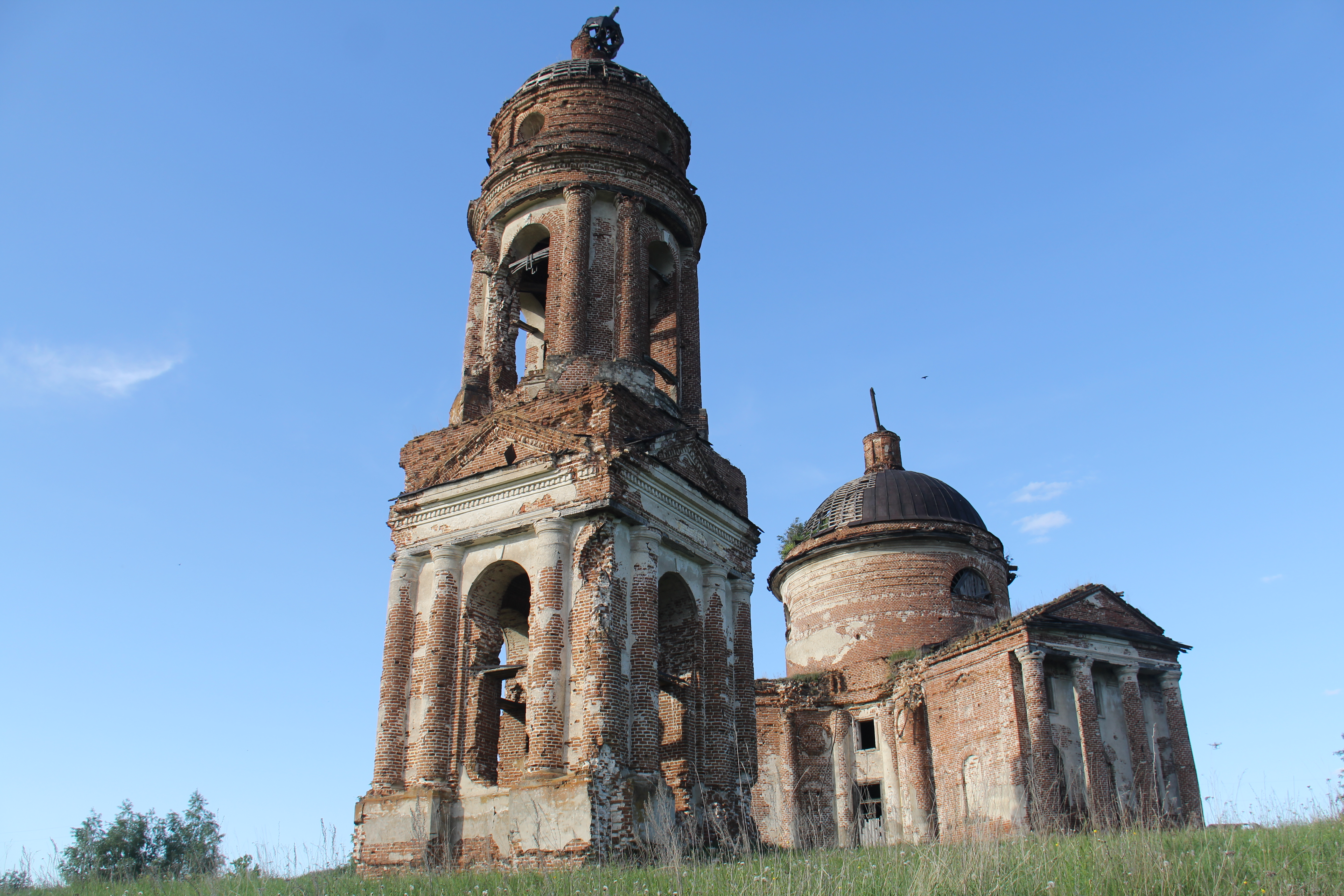
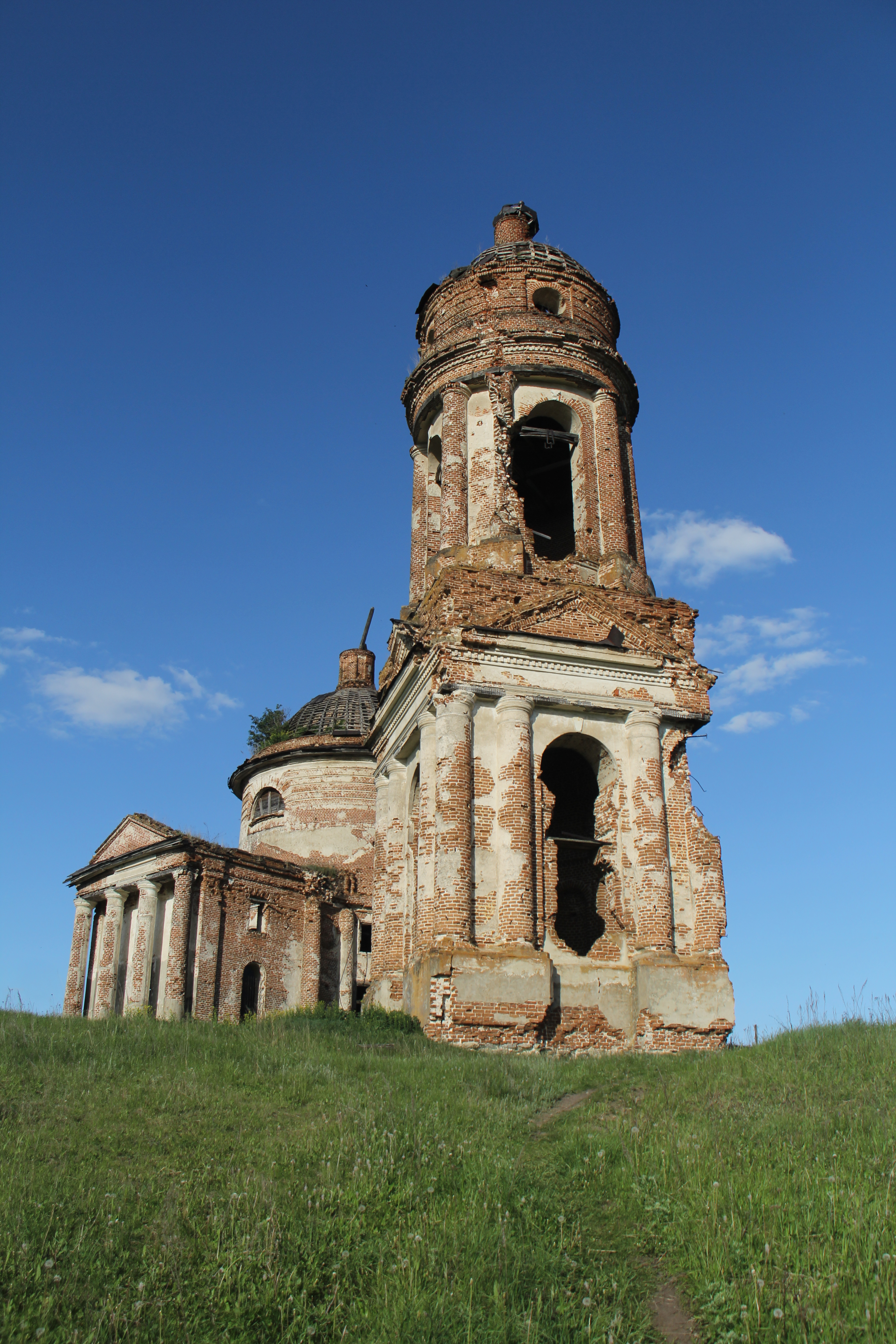